# Alexandre Gontijo
Alexandre Gontijo foi um pesquisador e jornalista esportivo brasileiro.
Advogado por formação, Gontijo era apaixonado por cinema e por futebol. Começou sua carreira jornalista no jornal “Now”, que é dedicado ao surfe. Neste jornal, tinha uma coluna que se chamava Nowvidades, que era um mosaico sobre o mundo do surf.
Passou a se tornar conhecido como uma enciclopédia viva do futebol a partir das aparições, ainda nos anos 1990, na coluna do jornalista esportivo Oldemário Touguinhó, no “Jornal do Brasil”, a quem municiava com informações sobretudo do futebol internacional. Oldemário sempre agradecia as informações ao “pesquisador Alexandre Gontijo”.
Colaborou ainda em produções da BBC  e do Channel 4 britânicos sobre futebol, e escreveu no “Pasquim”.
No cinema, atuou como consultor na série de documentários Futebol, dirigida por João Moreira Salles, Arthur Fontes e Rudi Lagemann.
Gontijo faleceu no dia 14 de julho de 2018, aos 48 anos, vitimado por um ataque do coração.
Nos últimos 10 anos de sua vida, teve uma coluna no site GloboEsporte.com chamada "Conexão Gontijo". Seu último trabalho disponível ao público (um podcast no site da revista “Piauí” que abordava o “lado B” da Copa do Mundo da Russia) foi ao ar durante o Mundial.